# Callistethus wallandi
Callistethus wallandi är en skalbaggsart som beskrevs av Candeze 1869. Callistethus wallandi ingår i släktet Callistethus och familjen Rutelidae. Inga underarter finns listade.